# NGC 264
NGC 264 è una galassia lenticolare situata nella costellazione dello Scultore.

## Scoperta
NGC 264 è stata scoperta il 30 agosto 1834 dall'astronomo britannico John Herschel.